# Michael E. Brown
Michael E. Brown (* 5. června 1965) je americký astronom, který od roku 1997 pracuje v Kalifornském technologickém institutu.
Se spolupracovníky objevil mnoho těles sluneční soustavy na velmi vzdálených drahách (tzv. transneptunických těles), mezi nimi i trpasličí planety Makemake a Eris. Známým se stal i jeho spor se španělským astronomem José Ortizem o objev trpasličí planety Haumea, který nakonec Mezinárodní astronomická unie nepřisoudila žádnému z nich.

## Vzdělání
Michael Brown pochází z Huntsville v Alabamě, kde roku 1983 ukončil Virgil I. Grissom High School. Na Princetonské univerzitě pak studoval fyziku a získal titul A.B. Na Kalifornské univerzitě v Berkeley vystudoval astronomii. Roku 1990 získal titul M.Sc. a roku 1994 Ph.D.

## Objevy
| Název               | datum              |
| ------------------- | ------------------ |
| (50000) Quaoar      | 4. června 2002     |
| (84719) 2002 VR128  | 3. listopadu 2002  |
| (90377) Sedna       | 14. listopadu 2003 |
| (90482) Orcus       | 17 února 2004      |
| (119951) 2002 KX14  | 17. května 2002    |
| (120178) 2003 OP32  | 26. července 2003  |
| (120347) 2004 SB60  | 22. září 2004      |
| (120348) 2004 TY364 | 3. října 2004      |
| (126154) 2001 YH140 | 18. prosince 2001  |
| (126155) 2001 YJ140 | 20. prosince 2001  |
| (136108) Haumea     | 28. prosince 2004  |
| (136472) Makemake   | 31. března 2005    |
| (136199) Eris       | 8. ledna 2005      |
| Eris I Dysnomia     | 10. září 2005      |
| Haumea I Hiʻiaka    | 26. ledna 2005     |
| Haumea II Namaka    | 30. června 2005    |
| Jiné objevy         |                    |
| Sylvia I Romulus    | 30. června 2005    |

Brown je mezi odbornou veřejností známým díky svému hledání těles na vzdálených oběžných drahách kolem Slunce. Jeho tým objevil řadu velkých transneptunických těles. Jedním z důsledků těchto objevů bylo, že Mezinárodní astronomická unie (IAU) začala hledat novou definici planety, což nakonec vedlo k vyřazení Pluta z této skupiny těles sluneční soustavy. Velmi známým objevem se stala trpasličí planeta (136199) Eris, která je prvním objeveným transneptunickým tělesem větším než Pluto, a její měsíc Dysnomia. Významnými jsou také objevy planetek (90377) Sedna, o níž se soudí, že je prvním pozorovaným tělesem vnitřní části Oortova mračna, a (90482) Orcus.

### Spor o trpasličí planetu Haumea
Brown se svým týmem pozoroval také trpasličí planetu Haumea, a to již asi 6 měsíců před tím, než její objev oznámil jiný astronom, Španěl José-Luis Ortiz Moreno z Observatoře Sierra Nevada.
Brown původně uznal zásluhy Ortizova týmu na objevu. Později však zjistil, že těsně před Ortizovým oznámením někdo přes internet prohlížel jeho archivní soubory s údaji o tom, na které místo se zaměřovaly jejich teleskopy v době, kdy sledovali Haumeu. Mělo se tak stát z IP adres, které vedly do Ortizova pracoviště, Instituto de Astrofísica de Andalucía, a to pouhý týden poté, co Brown publikoval abstrakt své zprávy pro nadcházející astronomickou konferenci, kde chtěl objev tělesa oznámit. Abstrakt obsahoval kódové označení pozorovaného tělesa, které bylo stejné, jako označení použité v archivních souborech s údaji z dalekohledu, takže je bylo možné vyhledat pomocí internetového vyhledávače. Ortiz později připustil, že to byl on, ovšem popřel jakýkoliv zlý úmysl. Argumentoval, že si pouze ověřoval, zda objevili nový objekt. Chyba podle něj byla na straně Browna, neboť objev těles hned neoznámil.
Podle Browna tento výrok odporuje uznávané vědecké praxi, kdy každý výzkum musí být nejprve detailně ověřován, dokud s ním není jeho autor spokojen, potom je teprve předložen k hodnocení kolegům a až nakonec veřejně oznámen. Minor Planet Center však k uznání objevu stačí jen taková data, která umožní dostatečně přesně stanovit oběžnou dráhu nalezeného tělesa, což Ortiz splnil, a navíc ještě dodal jeho další předobjevové snímky.
Tehdejší ředitel andaluského institutu, José Carlos del Toro, se od Ortize distancoval s tím, že každý z  výzkumníků nese za své jednání vlastní odpovědnost.
Mezinárodní astronomická unie žádného objevitele nezmiňuje, ale jako místo objevu uvádí Observatoř Sierra Nevada. Při pojmenovávání tělesa však dala přednost návrhu Brownova týmu před Ortizovým, který prosazoval název Ataecina. Těleso tak bylo nazváno podle havajské bohyně zrození Haumea.

### Jiné objevy
Roku 2001 Michael Brown spolu s belgickým astronomem Jean-Luc Margotem objevil první ze dvou známých měsíců planetky (87) Sylvia, později pojmenovaný Romulus.
V roce 2005 Brown se svým týmem objevil, že kolem trpasličí planety Haumea obíhají dva měsíce, které byly pojmenovány podle mytologických dcer bohyně Haumey Hiʻiaka a Nāmaka.

## Pocty a ocenění
Časopis Time Browna jmenoval mezi 100 nejvlivnějšími lidmi roku 2006. Roku 2007 získal Feynmanovu cenu, kterou každoročně uděluje Kalifornský technologický institut. Jeho jméno nese planetka hlavního pásu (11714) Mikebrown, objevená 28. dubna 1998.

## Osobní život
1. března 2003 se Michael Brown oženil s Diane Binneyovou. 7. července 2005 se jim narodila dcera, Lilah Binney Brownová.